# Sauca, Ocnița
Sauca este un sat din raionul Ocnița, Republica Moldova.
Este situat la 21 km de centrul raional Ocnița și la 10 km de orașul Otaci. Are 1.750 locuitori.
La Sauca s-a născut poetul Petru Zadnipru, aici aflându-se un muzeu memorial al acestuia, precum și mormântul poetului.

## Istorie
Prima atestare documentară a satului Sauca datează din anul 1634:
„Io Vasile voievod, din mila lui Dumnezeu, domn al Țării Moldovei. Scriem domnia mea la vătămani și la toți mișeii domniei mele din Larionești și din Mășceni și din Căcăceni și din Broscouț și din Glițeni și din Mătiuți, și din Slobozia Saucăi. Dămu-vă știre că, după cum au dat acele sate răposatul postelnic Ianache sfintei mănăstiri Sfântul Sava, într-acela chip și domnia mea m-am milostivit și v-am dat sfintei mănăstiri ce scrie mai sus.

...

7142 <1634> mai 16.”

## Demografie

### Structura etnică
Structura etnică a satului conform recensământului populației din 2004:
| Grup etnic         | Populație | % Procentaj |
| ------------------ | --------- | ----------- |
| Moldoveni / Români | 1.819     | 97,69%      |
| Ucraineni          | 32        | 1,72%       |
| Ruși               | 7         | 0,38%       |
| Bulgari            | 2         | 0,11%       |
| Alții              | 2         | 0,11%       |
| Total              | 1.862     | 100%        |

## Administrație și politică
Componența Consiliului local Sauca (9 consilieri), ales la 5 noiembrie 2023, este următoarea:
|  | Partid                                        | Consilieri | Componență | Componență | Componență |
|  | --------------------------------------------- | ---------- | ---------- | ---------- | ---------- |
|  | Partidul Socialiștilor din Republica Moldova  | 3          |            |            |            |
|  | Partidul Acțiune și Solidaritate              | 3          |            |            |            |
|  | Partidul „Renaștere”                          | 2          |            |            |            |
|  | Partidul Dezvoltării și Consolidării Moldovei | 1          |            |            |            |

## Galerie de imagini

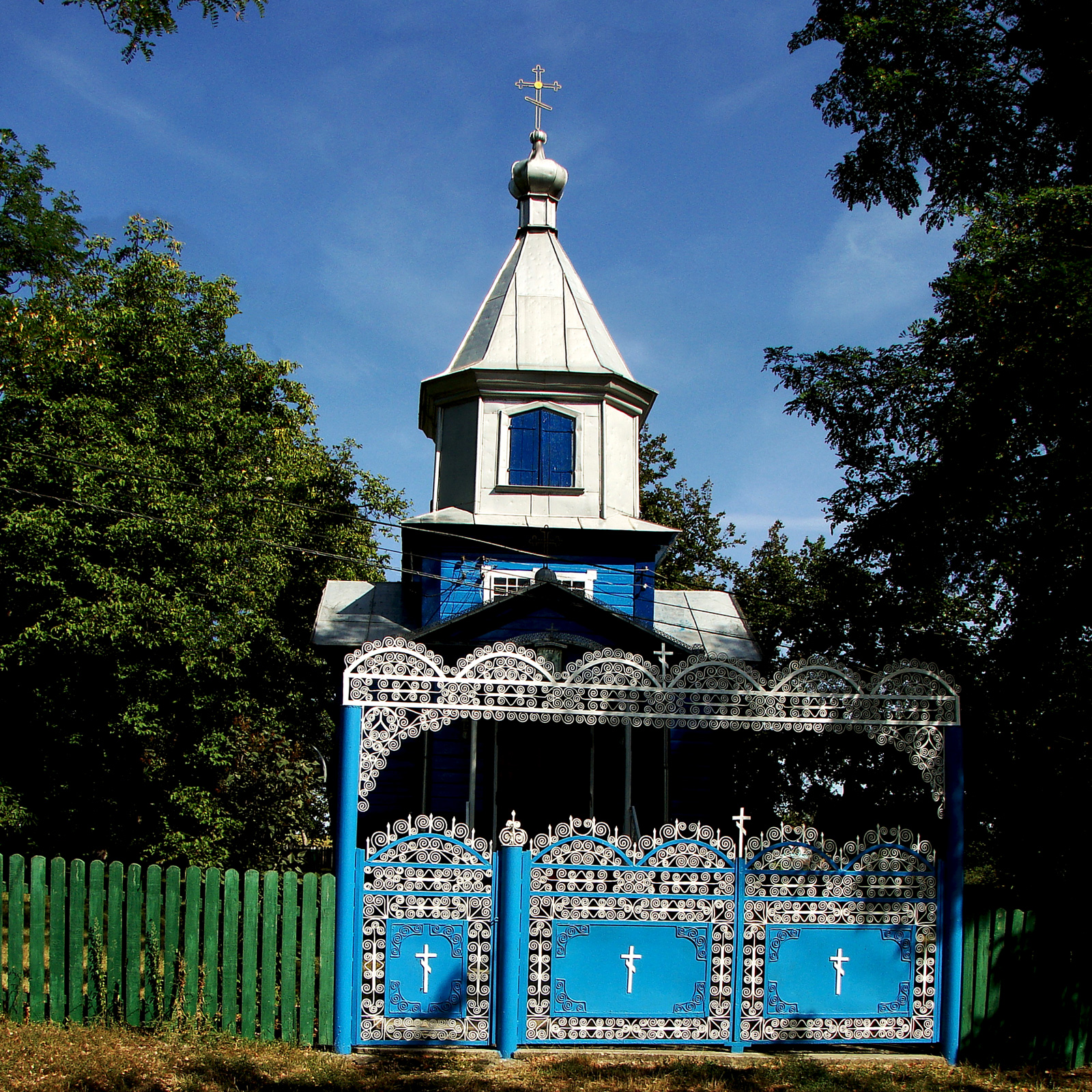
Biserica de lemn „Sf. Nicolae” din localitate, monument ocrotit de stat.
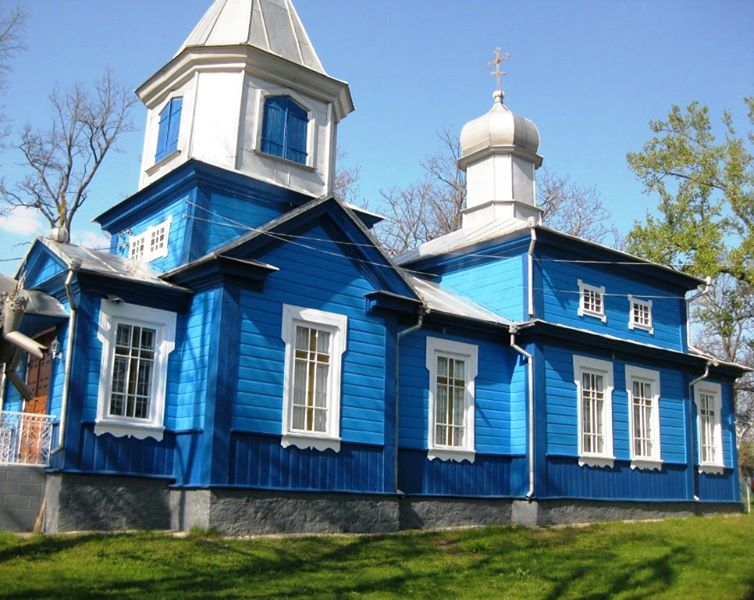
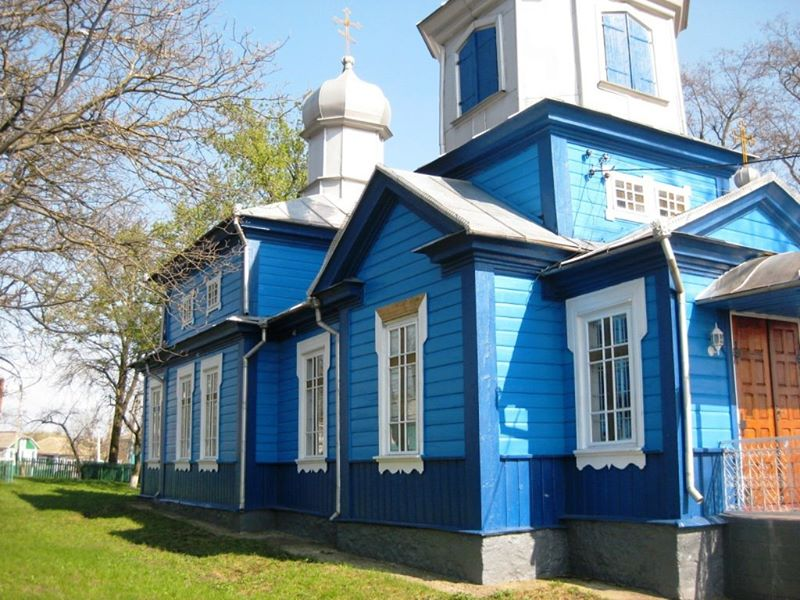
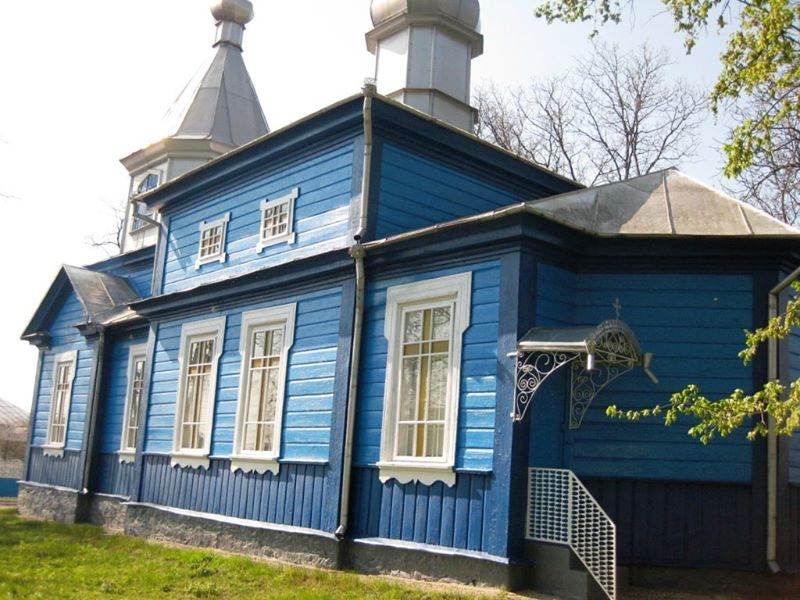
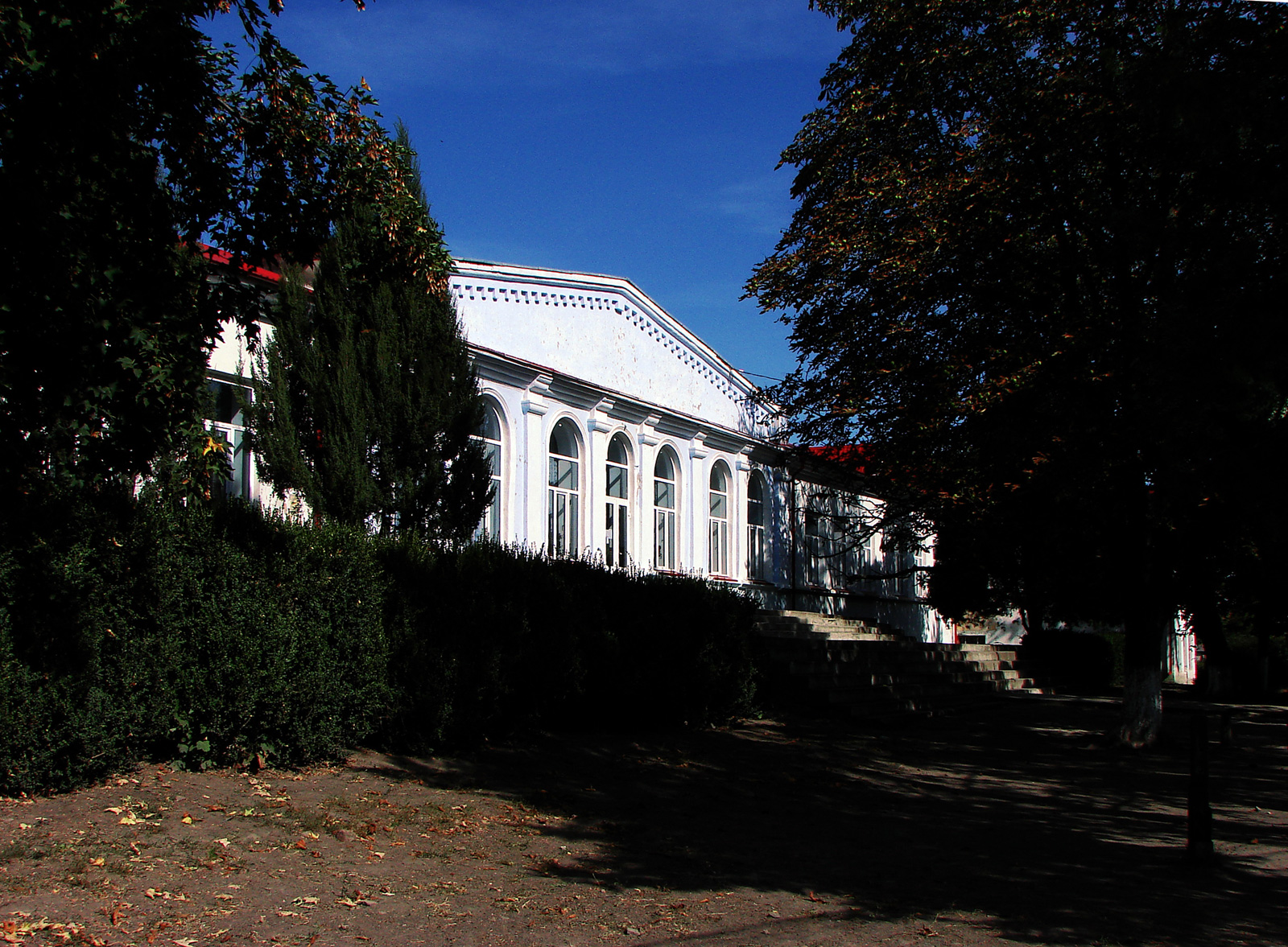
Școala
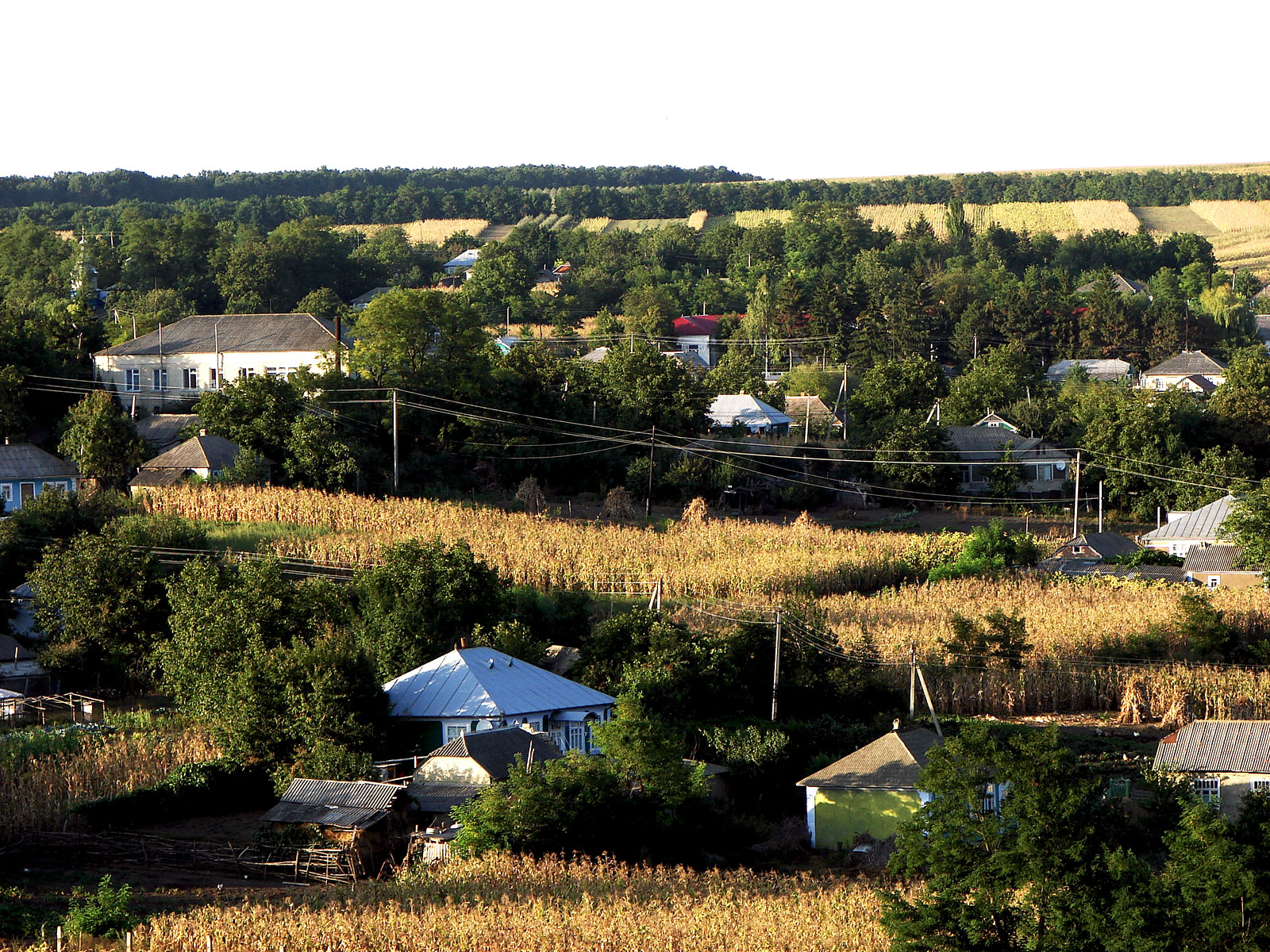
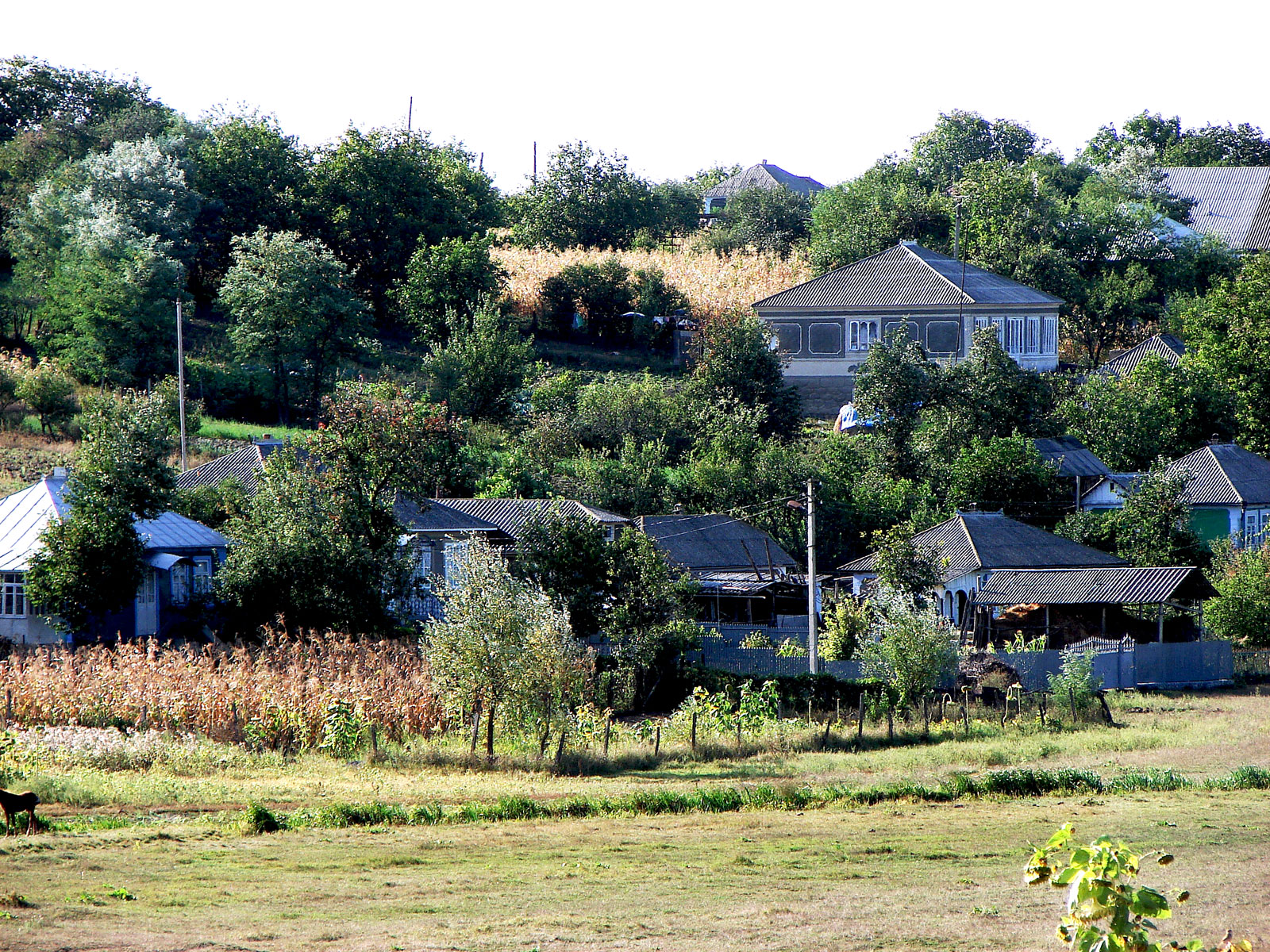
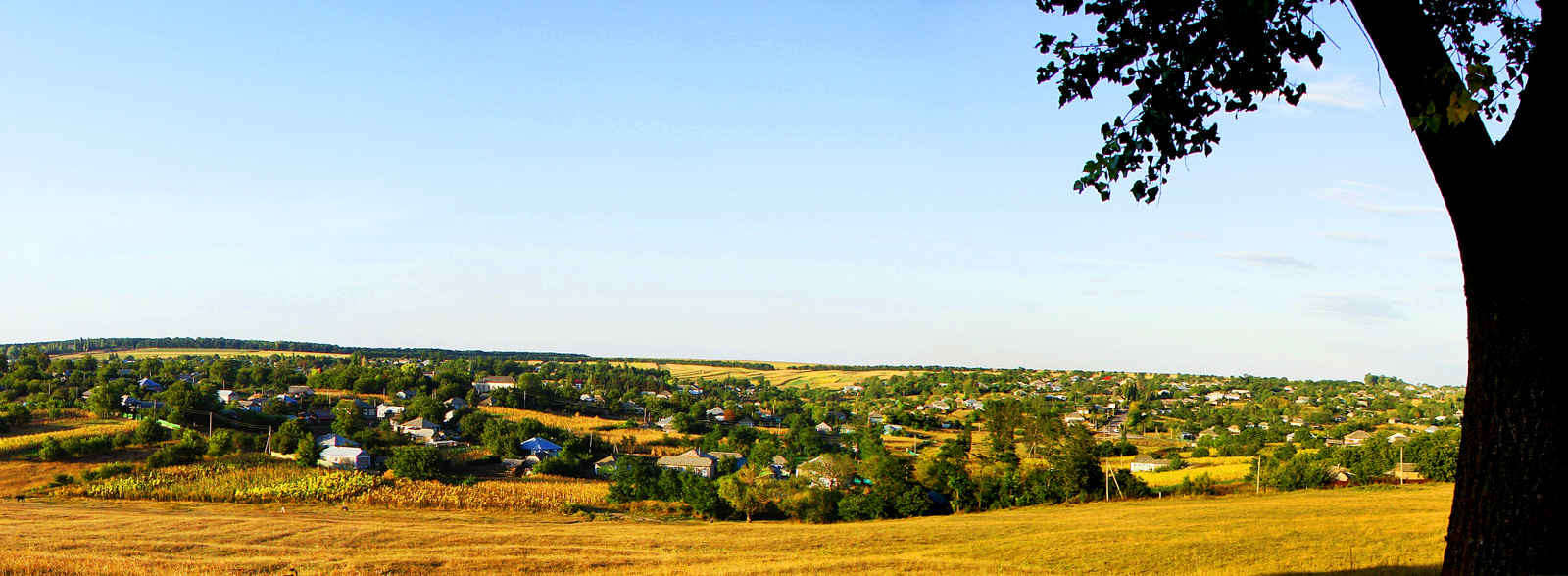
Panoramă